# AKR1C4
AKR1C4 (англ. Aldo-keto reductase family 1 member C4) – білок, який кодується однойменним геном, розташованим у людей на короткому плечі 10-ї хромосоми. Довжина поліпептидного ланцюга білка становить 323 амінокислот, а молекулярна маса — 37 067.
| 10         |  | 20         |  | 30         |  | 40         |  | 50         |
| ---------- |  | ---------- |  | ---------- |  | ---------- |  | ---------- |
| MDPKYQRVEL |  | NDGHFMPVLG |  | FGTYAPPEVP |  | RNRAVEVTKL |  | AIEAGFRHID |
| SAYLYNNEEQ |  | VGLAIRSKIA |  | DGSVKREDIF |  | YTSKLWCTFF |  | QPQMVQPALE |
| SSLKKLQLDY |  | VDLYLLHFPM |  | ALKPGETPLP |  | KDENGKVIFD |  | TVDLSATWEV |
| MEKCKDAGLA |  | KSIGVSNFNC |  | RQLEMILNKP |  | GLKYKPVCNQ |  | VECHPYLNQS |
| KLLDFCKSKD |  | IVLVAHSALG |  | TQRHKLWVDP |  | NSPVLLEDPV |  | LCALAKKHKQ |
| TPALIALRYQ |  | LQRGVVVLAK |  | SYNEQRIREN |  | IQVFEFQLTS |  | EDMKVLDGLN |
| RNYRYVVMDF |  | LMDHPDYPFS |  | DEY        |  |            |  |            |

A: Аланін

C: Цистеїн

D: Аспарагінова кислота

E: Глутамінова кислота

F: Фенілаланін

G: Гліцин

H: Гістидин

I: Ізолейцин

K: Лізин

L: Лейцин

M: Метіонін

N: Аспарагін

P: Пролін

Q: Глутамін

R: Аргінін

S: Серин

T: Треонін

V: Валін

W: Триптофан

Кодований геном білок за функцією належить до оксидоредуктаз. 
Білок має сайт для зв'язування з НАДФ. 
Локалізований у цитоплазмі.